# السمال
السمال قرية سوريّة تتبع إداريّاً لمحافظة حلب منطقة عفرين ناحية معبطلي، بلغ تعداد سكانها 457 نسمة حسب التعداد السكاني لعام 2004.